# Alibunar
Alibunar (cyr. Алибунар) – miasto w Serbii, w Wojwodinie, w okręgu południowobanackim, siedziba gminy Alibunar. Leży w regionie Banat. W 2011 roku liczyło 3007 mieszkańców.